# Centro Penitenciario de Ponent
El Centro Penitenciario de Ponent es una prisión de la Generalidad de Cataluña situada en el municipio de Lérida,  
España.
El edificio antiguo del Centro, de construcción radial, data del año 1954 y el nuevo edificio, modular, es de 1984. La unificación de las antiguas dos prisiones dio origen al Centro Penitenciario Ponent a principios de los años 1990. Tiene capacidad para 1059 plazas destinadas a hombres penados adultos mayoritariamente y dispone también de un módulo destinado a mujeres. El Centro Penitenciario Abierto de Lérida, ubicado junto a la prisión Ponent, tiene una capacidad de 140 plazas.
- Superficie construida: 30.436,85 m². Módulos/celdas:
- 353 celdas residenciales
- 131 celdas singulares:
- Unidad de enfermería
- Departamento especial de régimen cerrado
- Unidad de ingresos